# インゲ・レーマン (小惑星)
インゲ・レーマン (5632 Ingelehmann) は、小惑星帯にある小惑星。ユージン・シューメーカーとキャロライン・シューメーカーがパロマー天文台で発見した。
デンマークの女性地震学者、インゲ・レーマンに因んで名付けられた。